# Žrec
 Žrec  je ime za duhovnika-daritvenika v staroslovanski kulturi in je pomensko blizu besede žrtva (daritev).  Izraz žrec je povezan etimološko tudi z litovsko besedo giti (hvaliti) in ostalimi baltskimi jeziki in prihaja iz praindoevropske *glr »hvalna pesem« .
Žreci so se ukvarjali s polaganjem daritev in določanjem terminov obredov, napovedovanjem usod, verovanjem in sklepanjem zakonov (svatba). Žreci so sestavljali elito v slovanski staroverski družbi in so imeli velik političen vpliv, pogosto so tudi vladali skupaj s knezom. Po starih kronikah so imeli dolge lase, ki si jih niso strigli. V času kristjanizacije Slovanov so bili glavno jedro upora proti novi religiji. 
Poleg žrecov so pri Slovanih obstajali tudi volhi, ki so imeli šamanske funkcije in so bili podobni žrecem.